# Сілла Юнсон
Ханна Сесілія (Сілла) Юнсон, уроджена Франкенхойзер (швед. Hanna Cecilia (Cilla) Johnson; 1 червня 1911, Гельсінкі — 6 квітня 2002, Стокгольм) — шведська перекладачка художньої літератури, дружина письменника Ейвінда Юнсона.

## Біографія
Сесілія (Сілла) Франкенхойзер народилася 1911 року в Гельсінкі. Її батьками були Карл Франкенхойзер, архітектор і Ханна Остром. Мовою, якою говорили в сім'ї, була шведська. Закінчивши школу в Порвоо, Сесілія вступила до університету та закінчила його у 1935 році. В той же період їй кілька разів довелося побувати в Англії у своєї бабусі, де вона познайомилася з членами групи Блумзбері. У 1940 році Сілла Франкенхойзер вийшла заміж за письменника Ейвінда Юнсона. В них народилося двоє детей.
Спочатку Сілла Юнсон допомагала своєму чоловікові з перекладами, які він робила заради заробітку. Проте з 1942 року вона почала публікувати власні переклади художньої літератури з норвезької, данської та англійської. Серед переведених нею авторів — Кнут Гамсун, Сіґурд Гуль, Тар'єй Весос, Аксель Сандемусе. З англійської мови вона перекладала твори Елізабет Гаскелл, Елізабет Боуен, Елізабет Джейн Говард та Френсіс Бернет. У 1988 році її досягнення були відзначені премією Шведської академії за найкращий переклад. В 1991 вона отримала премію Ельси Тулін.
У 1954 році Сілла Юнсон була серед засновників Шведської асоціації перекладачів (Svenska Översättarförbundet). З 1968 до 1982 року вона працювала в Нобелівській бібліотеці при Шведській академії (Svenska Akademiens Nobelbibliotek). Прагнучи підвищити статус професії перекладача, Юнсон досягла того, щоб ім'я перекладача містилося на титульній сторінці видання (з того часу це стало нормою).
Сілла Юнсон померла 6 квітня 2002 року і була похована на цвинтарі Скугсчюркогорден у Стокгольмі.